# ساكو وفانزيتي (فلم)
 ساكو وفانزيتي (بالإيطالية: Sacco e Vanzetti) (بالفرنسية: Sacco et Vanzetti) هو فيلم وثائقي درامي لعام 1971 كتبه وأخرجه المخرج الإيطالي «جوليانو مونتالدو»، بناءً على أحداث محاكمة وإعدام نيكولا ساكو وبارتولوميو فانزيتي، وهما اللاسلطويين (من أتباع المذهب الأناركي) من أصل إيطالي، حكم عليهما بالإعدام بتهمة قتل حارس وصراف من شركة سلاتر وموريل للأحذية يوم 15 أبريل 1920، تم تصوير الفيلم بشكل رئيسي بالألوان على الرغم من أنه يبدأ وينتهي بالأبيض والأسود، ويتضمن أيضًا نشرات الأخبار بالأبيض والأسود، كتب الموسيقى الإيطالي إنيو موريكوني، الأغنية الرئيسية للفيلم هي من ثلاثة أجزاء تغنيها جوان بايز. الفيلم إنتاجًا مشتركًا إيطاليًا وفرنسيًا، تم تصويره في دبلن، أيرلندا. تم إصداره في إصدارات منفصلة باللغة الإيطالية والإنجليزية.

## طاقم التمثيل
جيان ماريا فولونتي: في دور بارتولوميو فانزتي
ريكاردو كوكسيولا: في دور نيكولا ساكو
سيريل كوزاك: في دور فريدريك كاتزمان
روزانا فراتيلو: في دور روزا ساكو
جيوفري كين: في دور القاضي وبستر ثاير
ميلو أوشيا: في دور فريد مور
ويليام برنس: في دور وليام طومسون
ارمينيا بالدوسي: في دور فرجينيا فانزتي
كلود مان: في دور الصحفي ريوبن ويت
سيرجيو فانتوني: في دور جويسبي اندرور
ادوارد جوسبري: في دور الفان فالار
ماريزا فابري: في دور ماري سبلاين

## أحداث الفيلم
يوثق الفيلم الأحداث التاريخية المحيطة بمحاكمة السرقة والقتل في ولاية ماساتشوستس الأمريكية في عشرينيات القرن الماضي، ضد العمال واللاسلطويين «نيكولا ساكو» و«بارتولوميو فانزيتي» بشكل درامي، ونادرًا ما يتم عرض تسجيلات أرشيفية قديمة من الأفلام الإخبارية الصامتة، والتي توثق أحداث القضية وما كان من مظاهرات جماهيرية عالمية لإطلاق سراح (ساكو وفانزيتي).
إفتتاحية الفيلم تصور توجه الدولة في الإضطهاد الجماعي بعد الحرب العالمية الأولى ضد المهاجرين، ثم تستمر دراما المخرج مونتالدو المساندة للرأي الذي تتبناه الأغلبية في العالم إلى اليوم، بأن (ساكو وفانزيتي) بريئين من الجريمة التي اتهموا بارتكابها وإنهم حكم عليهم بالإعدام بسبب أصلهم كمهاجرين وآرائهم السياسية كلاسلطويين، يتضح هذا في الفيلم من خلال مشاهد القمع والتشهير والتحيز ضد لوائح الاتهام. استخدام المخرج حالة (ساكو وفانزيتي) لإثبات رأيه، فهم الذين تم وضعهم في نهاية المطاف على الكرسي الكهربائي في عام 1927 بعد سجن سبع سنوات، وأيضا تم رفض العديد من الطلبات لإعادة فتح المحاكمة، وبالتالي أصبحوا ضحايا جريمة قتل قضائي، إتخذ فيلم مونتالدو موقفًا ضد عقوبة الإعدام وضد القضاء المسيس والمتحيز الذي يتبع المبادئ التوجيهية القومية ويكره الأجانب.

## الموسيقى
كتب الموسيقى وقام بالتوزيع وقيادة الإوركسترا الموسيقي الإيطالي إنيو موريكوني (1928-2020)، ووضعت كلمات الأغاني المغنية الأمريكية جوان بيز (مغنية الأغاني الريفية الأمريكية المعروفة)، وقد أستخدمت جوان بيز في الأغنية التي تحمل اسم «أغنية ساكو وفانزيتي الجزء الأول The Ballad of Sacco and Vanzetti Part 1» كلمات الشاعرة الأمريكية «إيما لازاروس» المحفورة على لوح من البرونز عند قاعدة تمثال الحرية في نيويورك. أما أغنية «هنا اليكم  Here's to You» تغنيها في نهاية الفيلم وتساهم في تأكيد رأي الجماهير في براءة (ساكو وفانزيتي)، وتستخدم الأغنية كلمات قالها فانزيتي لمراسل تحالف صحيفة أمريكا الشمالية الذي زاره في السجن في مايو 1927، قبل ثلاثة أشهر من إعدامه، حيث قال:
«لولا ما أنا فيه الآن، لربما عشت حياتي أتحدث في زوايا الشوارع مع صعاليك، وكنت مت مجهول، بدون أي علامات، وفاشل! نحن الآن لسنا فاشلين، هذا هو عملنا وهذا هو إنتصارنا. لم يكن بإمكاننا أبدًا في حياتنا إذا أكتملت، أن نأمل في القيام بمثل هذه الأفعال من تسامح وعدالة وفهم الإنسان للإنسان كما نفعل الآن. إن كلماتنا وحياتنا وآلامنا هي لا شيء، ولكن إزهاق أرواحنا (روح صانع أحذية جيد وبائع أسماك فقير) هي كل ذلك! إن اللحظة الأخيرة لنا، هذا الألم هو انتصارنا».
استخدمت الأغنية أيضا في الفيلم شبه الوثائقي الألماني «ألمانيا في الخريف Germany in Autumn» عام 1977 في مشاهد مسيرة جنازة لأعضاء فصيل من الجيش الأحمر عام 1977، وأيضا ظهرت الأغنية في الفيلم الكوميدي الأمريكي «الحياة المائية مع ستيف زيسو» عام 2004، ظهرت أيضًا كأغنية افتتاحية في لعبة الفيديو لعام 2014.
تم إصدار الموسيقى التصويرية في عام 2005 في ألبوم يحتوي 14 مقطوعة موسيقية وأغاني هي:
آمال الحرية Speranze di libertà
أغنية ساكو وفانزيتي الجزء الأول La ballata di Sacco e Vanzetti, Pt. 1
في السجن Nel carcere
أغنية ساكو وفانزيتي الجزء الثاني La ballata di Sacco e Vanzetti, Pt. 2
ساكو وإبنه Sacco e il figlio
آمال الحرية (الجزء الثاني) (Speranze di libertà (#2
في السجن (الجزء الثاني) (Nel carcere (#2
أغنية ساكو وفانزيتي الجزء الثالث La ballata di Sacco e Vanzetti, Pt. 3
الحرية في الأمل Libertà nella speranza
لا بد من الموت E dover morire
ساكو وإبنه (الجزء الثاني) (Sacco e il figlio (#2
الكرسي الكهربائي La sedia elettrica
الحرية في الأمل (الجزء الثاني) (Libertà nella speranza (#2

## إستقبال الفيلم
وصف روجر إيبرت الناقد السينمائي الأمريكي المعروف، الفيلم بأنه "واحد من أفضل أفلام العام". وجه إيبرت إهتمامًا خاصًا إلى الطريقة التي يتعامل بها المخرج مونتالدو مع مشاهد قاعة المحكمة حيث كتب: "المحكمة منطقة صعبة لأي مخرج، لكن تعامل معها المخرج بطريقة مثيرة للإهتمام وربما جديدة تمامًا، لقد جعلنا نحس بالفعل بالحشود خارج المحكمة، وأيضا في شوارع عواصم العالم، إنه داخل قاعة المحكمة، يبقى بعيداً عن اللقطات التقليدية المباشرة للمراقبين، بدلاً من ذلك نشاهد الجماهير على الجانب الآخر من السور في لقطات طويلة الزاوية، بحيث عندما تحدث الإضطرابات، تعمل حواجز المحكمة كأنها الشرطة التي تمنع تقدم الحشد"، يرى إيبرت أن الفيلم دقيق في بعض الأحيان وأحيانًا متحيز وأحيانًا خيالي في روايته للقصة، ويضيف إيبرت: "ولكن بغض النظر عما قدمه المخرج، فالحقيقة في قضية (ساكو وفانزيتي) مختلفة للغاية، لدرجة أن إعادة الرواية الواقعية قد تكون أبعد من قدرات أي فيلم روائي طويل، (ساكو وفانزيتي) أبعد من أن يتم مساعدتهم من قبل أي فيلم، والغرض من هذا الفيلم، هو أكثر من تنبيهنا إلى كيفية استخدام القانون كأداة حادة للسياسة.
كتب فنسنت كانبي، الناقد السينمائي الأول لصحيفة نيويورك تايمز: «على الرغم من إنتقادات بعض الأصدقاء للفيلم بأنه مجرد إنفجار أوروبي يساري آخر في وجه الولايات المتحدة، وحتى لو كان للفت إنتباهنا فقط لفصل رهيب في التاريخ الأمريكي، ولكن أنا اقدّر هذا الفيلم، ولكن لا أحب ما ذهب إليه المخرج في أداء الممثلين المساعدين الذي يشبه الشخصيات الكرتونية مثل القاضي والمدعي العام، إنهم يمثلون الشر اللطيف، وهم شخصيات فاضحة، مثلهم مثل جميع الشهود المروعين والمراقبين المتعصبين والإنتهازيين السياسيين الذين يتدفقون عبر الفيلم»، شجب كانبي أيضًا الموسيقى التصويرية للفيلم التي وصفها بأنها «مروعة تمامًا» وبصوت جوان بايز «المستخدم للتصديق على النوايا النبيلة للفيلم، ولكن من خلال أرخص الوسائل».

## الجوائز
إشترك الفيلم في مهرجان كان السينمائي لعام 1971، حيث فاز ريكاردو كوتشيولا بجائزة أفضل ممثل في دور نيكولا ساكو، وحصلت روزانا فراتيلو على جائزة أفضل ممثلة صاعدة من قبل جمعية الصحفيين السينمائيين الإيطاليين Italian National Syndicate of Film Journalists لتمثيل شخصية روزا ساكو (زوجة نيكولا ساكو)، كما فاز الموسيقي موريكوني بجائزة (الفرقة الفضية) من رابطة الصحفيين السينمائيين الإيطاليين لعام 1972 عن موسيقى الفيلم.

## روابط خارجية
- مقالات تستعمل روابط فنية بلا صلة مع ويكي بيانات